# كارلوس لوبيث إرنانديث
كارلوس لوبيز (بالألمانية: Carlos López Hernández) (و. 1945  م) هو كاهن كاثوليكي إسباني، ولد في باباتريغو.

## مناصب
تولى منصب أسقف كاثوليكي (منذ 15 مايو 1994)
- أسقف أبرشية [الإنجليزية]‏
- Roman Catholic Bishop of Salamanca  [لغات أخرى]‏
- Bishop of Plasencia  [لغات أخرى]‏
- أسقف أبرشية [الإنجليزية]‏

.

## التعليم
تعلم في الجامعة البابوية في سلامنكا
.